# Bitka pred Punto Stilo
Bitka pred Punto Stilo je bila pomorska bitka druge svetovne vojne, ki je potekala 9. julija 1940 med britanskimi in italijanskimi pomorskimi silami. 
Bitka se je končala brez dejanskega zmagovalca, ampak se je vpisala v pomorsko zgodovino kot prva bitka italijanske vojne mornarice, v kateri so (po letalskem napadu na Tarent) naredili vse, da ne bi izpostavili bojne ladje med bitko.